# Kazuhiro Mori
Kazuhiro Mori (jap. 盛一大 Mori Kazuhiro; ur. 17 września 1982 w Abiko, w prefekturze Chiba) – japoński kolarz szosowy i torowy, brązowy medalista mistrzostw świata.
Największym jego sukcesem jest brązowy medal mistrzostw świata w 2010 roku w konkurencji scratch.
Sukcesy odnosi również startując na szosie. Jest mistrzem Japonii z 2009 roku w jeździe indywidualnej na czas oraz czterokrotnym etapowym zwycięzcą w wyścigu Tour de Hokkaido. W jeździe drużynowej na czas wywalczył również brązowy medal igrzysk azjatyckich w 2006 roku.